# Natta ciliatus
Natta ciliatus är en spindelart som först beskrevs av Simon 1885 [1886.  Natta ciliatus ingår i släktet Natta och familjen hoppspindlar. Inga underarter finns listade i Catalogue of Life.